# Galița
Galița – wieś w Rumunii, w okręgu Konstanca, w gminie Ostrov. W 2011 roku liczyła 773 mieszkańców.